# خدیجه زیلعی
خدیجه بنت فرج زَیلَعی (۱۴۰۲–۱۴۹۵م) بانوی محدث و قاری مصری سودانی‌اصل در سدهٔ نهم هجری بود. خاستگاهش از سرزمین زیلع بود که امروزی شهری در جیبوتی است. نزد عایشه عبدالهادی درس خواند و از او اجازهٔ روایت یافت و خود به شمس‌الدین سخاوی اجازه داد.